# Líbano en los Juegos Olímpicos de Montreal 1976
Líbano estuvo representado en los Juegos Olímpicos de Montreal 1976 por tres deportistas masculinos que compitieron en tres deportes.
El equipo olímpico libanés no obtuvo ninguna medalla en estos Juegos.